# Zorka Părvanova
]
Zorka Petrova Părvanova (în bulgară Зорка Петрова Първанова, născută la 4 mai 1958 la Razlog) este prima doamnă a Bulgariei.
Părvanova este căsătorită cu Georgi Parvanov. Împreună au doi copii, Vladimir și Ivaylo.
Părvanova este a absolvit în anul 1982 facultatea de Istorie și Etnografie din cadrul Universității din Sofia. Ea a primit titul de Doctor în Istorie în anul 1989.